# Polemone II del Ponto
Marco Antonio Polemone Pitodoro (in greco: Μάρκος Ἀντώνιος Πολέμων Πυθόδωρος; in latino: Marcus Antonius Polemon Pitodorus; 12 a.C./11 a.C. – 74) fu un principe e re cliente romano di Ponto, Colchide e Bosforo Cimmerio, ed è pertanto anche conosciuto come Polemone II del Ponto. È ritenuto il capostipite della nobiltà lituana (tramite Polemonidi) nella sua teoria dell'origine. Non va confuso con il suo congiunto e contemporaneo quasi omonimo Marco Antonio Polemone II, re cliente in Cilicia.

## Biografia
Polemone era il secondo figlio  del governatore pontico Polemone Pitodoro e Pitodorida del Ponto. Suo fratello maggiore era Zenone, anche noto come Artaxias III, che fu re cliente romano del Regno d'Armenia; la sorella minore era Antonia Trifena, sposata poi a Coti VIII, re della Tracia.
La famiglia pontica reale era di origine mista: greca anatolica e romana. La sua nonna paterna è sconosciuta, tuttavia essa potrebbe essere stata chiamata Trifena, mentre il suo nonno paterno era Zenone, un eminente oratore e aristocratico, alleato del triumviro romano Marco Antonio. I suoi nonni materni furono Pitodoro di Tralle, un ricco greco, amico di Gneo Pompeo Magno e Antonia. Polemone era un omonimo sia dei suoi genitori che dei nonni materni.
Attraverso la nonna materna egli era un discendente diretto di Marco Antonio e della sua seconda moglie Antonia Ibrida Minore. Antonio e Antonia Ibrida erano primi cugini. Egli fu il secondo pronipote nato ad Antonio. Polemone è il solo maschio discendente conosciuto di Marco Antonio che portasse il suo nome, mentre l'altro che portava il suo nome Antonius era il console Quinto Aterio Antonino. Attraverso Antonio, la sua prozia materna era la regina Cleopatra Selene II di Mauretania. Attraverso Antonio, egli era un lontano cugino del re cliente romano Tolomeo di Mauretania e della principessa chiamata Drusilla di Mauretania. Attraverso Antonio, egli era un lontano cugino degli imperatori romani Caligola, Claudio e Nerone e l'imperatrice romana Valeria Messalina, Agrippina Minore e Claudia Ottavia.
Il padre di Polemone morì l'8 a.C. Sua madre allora sposò il re Archelao di Cappadocia, e la famiglia si trasferì in Cappadocia, dove Polemone fu cresciuto, insieme con i suoi fratelli, alla corte di suo patrigno. Archelao morì nel 17, e Polemone e sua madre ritornarono nel Ponto.
Dai 17 fino ai 38 anni, Polemone visse come privato cittadino nel Ponto e assistette sua madre nell'amministrazione del reame. Quando questa morì nel 38, Polemone le succedette e si trovò a regnare da solo su Ponto, Colchide e Bosforo Cimmerio.
Intorno ai 50, Polemone venne attratto dalla ricchezza e bellezza della principessa giudea Giulia Berenice (figlia di Erode Agrippa I), incontrata nella Tiberiade durante una visita al re Agrippa I. Berenice a sua volta volle sposare Polemone II per fare finire le dicerie sul fatto che lei e suo fratello avessero commesso incesto. Berenice era precedentemente rimasta vedova nel 48 quando il secondo marito, suo zio paterno Erode di Calcide, morì. Ebbe due figli con lui, Bereniciano e Ircano. Berenice comunque stabilì le condizioni che Polemone doveva convertirsi al giudaismo, il quale comprendeva sottoporsi al rito della circoncisione, prima del matrimonio. Polemone assentì. Il matrimonio si fece ma non durò a lungo e Berenice lasciò il Ponto con i suoi figli per ritornare alla corte di suo fratello.
Polemone abbandonò il giudaismo e, secondo la leggenda di Bartolomeo apostolo, accettò il Cristianesimo, ma soltanto per diventare poi nuovamente pagano.
Polemone ribattezzò la città di Fanizan con il suo proprio nome, Polemonio (attuale Fatsa, in Turchia). Nel 64 Nerone indusse Polemone ad abdicare al trono del Ponto, che divenne una provincia romana. Polemone si ritirò in Siria, ove morì dieci anni dopo.